# Cantón de Pau-Centro
El cantón de Pau-Centro era una división administrativa francesa, situada en el departamento de los Pirineos Atlánticos y la región Aquitania.

## Composición
El cantón incluye una parte de la ciudad de Pau.

## Supresión del cantón de Pau-Centro
En aplicación del Decreto n.º 2014-248 de 25 de febrero de 2014 el cantón de Pau-Centro  fue suprimido el 22 de marzo de 2015 y la sección de Pau que lo formaba, pasó a formar parte de los nuevos cantones de Pau-1, Pau-2, Pau-3 y Pau-4.